# 인목덕비
인목덕비 김씨(仁穆德妃 金氏, ? ~ 1094년 7월 30일(음력 6월 16일))는 고려의 제11대 왕 문종의 제5비이다.

## 생애
경주 출신이다. 문하시중을 지낸 김원충의 딸로, 본관은 경주이다. 정종의 제4비인 용절덕비와는 자매간이다. 김원충은 정종의 묘정에 배향된 인물이며, 일설에는 김인위의 아들이라고도 한다.. 김인위는 현종의 제8비인 원순숙비, 이자연의 처 계림국대부인의 아버지이다.
인목덕비는 1049년(문종 3년) 음력 4월 26일 문종의 왕비로 책봉되어 입궁하였으며, 호를 숭화궁주(崇化宮主)라고 하였다. 이듬해인 1050년(문종 4년) 음력 1월 27일 그녀의 아버지 김원충은 문하시랑평장사 판상서형부사에 임명되었다.
1094년(헌종 즉위년) 음력 6월 16일에 사망하였다. 시호는 인목덕비(仁穆德妃)이며, 능에 대한 기록은 남아있는 것이 없다. 문종과의 사이에서 딸을 하나 낳았으나 요절하였다.

## 가족 관계
- 아버지 : 김원충(金元冲, 생몰년 미상)
  - 자매 : 정종 제4비 용절덕비(容節德妃, ?~1102)
- 시아버지 : 제8대 현종(顯宗, 992~1031 재위: 1009~1031)
- 시어머니 : 원혜왕후(元惠王后, ?~1022)
  - 남편 : 제11대 문종(文宗, 1019~1083 재위:1046~1083)
    - 딸 : 공주(公主, 생몰년 미상) - 요절